# Cles
Cles és un municipi italià, dins de la província de Trento. L'any 2007 tenia 6.789 habitants. Limita amb els municipis de Cagnò, Caldes, Cavizzana, Cis, Croviana, Dimaro, Livo, Malè, Monclassico, Revò, Sanzeno, Tassullo, Terzolas i Tuenno.

## Administració
| Període | Identitat     | Partit        |
| ------- | ------------- | ------------- |
| 2005-   | Giorgio Osele | Llista cívica |